# M1.8
Die M1.8 (bosnisch/kroatisch Magistralna cesta bzw. serbisch Магистрални пут/Magistralni put) ist eine Magistralstraße in Bosnien und Herzegowina, welche den kroatisch-bosnischen Grenzübergang bei Orašje mit der Großstadt Tuzla verbindet.

## Straßenbeschreibung
Diese Straße ist die bedeutendste Verbindungsstraße im Nordosten Bosniens. Von Tuzla aus wird sie als M 18 über Kladanj und Olovo in Richtung Sarajevo fortsetzt. Im Norden ist sie mit der kroatischen Staatsstraße D55 (Vinkovci–Županja–Orašje) verbunden und hat bei Županja Anschluss an die kroatische A3 (Zagreb–Belgrad).